# Erdélyi Sz. Gusztáv
Erdélyi Szabó Gusztáv (névvariáns: Szabó Gusztáv; Székely Gusztáv; Marosvásárhely, Maros-Torda vármegye, 1852 – New York, 1895. január 19.) magyar újságtulajdonos, az Amerikai Nemzetőr című újságot szerkesztette, írta, tördelte, árulta 1887-1895 közt, ebből az 1887-1991 közti időszakot tekintve ez volt az egyetlen magyar nyelvű lap Amerikában.

## Életútja
Gimnáziumi tanulmányai után jogot hallgatott és állami szolgálatba lépett, a szolgabíróságig emelkedett a ranglétrán, amikor 30 éves kora körül, az 1880-as évek elején kivándorolt Amerikába. Ebben az időszakban is nehéz volt az emigránsok helyzete Amerikában, bármennyire képzett is volt valaki, nehéz testi munkát kellett vállalnia, ha meg akart élni. Erdélyi Sz. Gusztáv gyenge fizikumú férfi volt, Nyugatra ment, kitanulta a szivarkészítést, Chicagóban és más helyeken dolgozott, végül visszakerült New Yorkba. Nagy tervei, eszméi voltak az amerikai magyarsággal kapcsolatban, de ahhoz, hogy eszméit kifejtse, újság kellett.
1884. február 1-én jelent meg a magyar nyelvű Amerikai Nemzetőr első száma, de a lap anyagi nehézségekkel küzdött, kevés volt az előfizető, így 1886-ban Nyitray Emil átadta a lapot Percel (Perczel) Lajosnak, aki meg maga mellé vette társnak Erdélyi Sz. Gusztávot. Erdélyi boldog volt, íróasztalt, tollat kapott, nem volt újságíró, de lánglelkű magyar ember volt, aki képességet érzett magában az amerikai magyarság vezetésére. Mindent egyedül akart csinálni, 1887 januárjában már egyedüli tulajdonosa volt az Amerikai Nemzetőrnek. Nagyon szép programadó cikket írt, melyben ígérte, hogy foglalkozni fog a lap az Amerikában élő honfitársak ügyes-bajos dogaival, segítik a könnyebb eligazodást, s támogatják a magyar egyletek működését és felvirágoztatását, stb. Csupa becsületes, nemes cél, de bizony az előfizetések nem nagyon jöttek, de Erdélyi nem vesztette el hitét az amerikai magyarokban. Hihetetlen szívóssággal, akaraterővel dolgozott, nappal szerkesztő volt és üzletember, este tördelő, szedő, csomagoló és adminisztrátor.
Amerikai magyar rovatokat alakított ki lapjában, például az egyleti kalauzt, amely az amerikai magyarokból álló egyletek neveit, címeit és tisztségviselőinek neveit közölte. Lapjában ő honosította meg az óhaza elnevezést. Elébe ment a magyar emigránsok óhajának azzal, hogy igyekezett híreket közölni azokból a megyékből, városokból, falvakból, ahonnan érkeztek. Olvasó közönséget nevelt, kultúrát terjesztett, olyan amerikai magyarok is kezdtek újságot olvasni, akik azelőtt, az óhazában ezt nem tették.
Több jó nyomdász és újságíró tanulta meg nála a lapkészítés tudományát, nála dolgozott Berkó D. Géza nyomdász, Erdélyi szerkesztőségében lett lapképviselő és munkatárs. Az Amerikai Nemzetőr clevelandi (Ohio) tudósítója volt Kohányi Tihamér, aki 1891-ben Clevelandben (Ohio) megindította a Szabadság című híressé vált amerikai magyar nyelvű lapot. Jeles emigránsok publikáltak a lapban, köztük Rózsafy Mátyás, Semsey Károly, Gerster Árpád. Számos amerikai magyar, aki később az üzleti életben sikerekre tett szert, az Amerikai Nemzetőr ügynöke volt, köztük Percel (Perczel) Lajos, Németh János, Friedl János, Apáthy Ferenc, báró Ruszinay, Gábor István, Hámori V. Gusztáv, Fecsó Imre, Szepessy L. József, stb.
1891-ben megszűnt az Amerikai Nemzetőr egyedüli magyar nyelvű lapnak lenni Amerikában, megindult Cleveland városában (Ohio) a Szabadság és Hazletonban az Önállás, majd 1894-ben a Magyar Híradó. Elkeseredett, kemény vetélkedés, harc kezdődött, Erdélyi Sz. Gusztáv gyenge egészsége ezt csak pár évig bírta, megbetegedett, 1895 január 19-én meghalt, egy Brooklyn-i temetőbe került jeltelen sírba. Gyászjelentése az Amerikai Nemzetőr 1895/5. számában jelent meg, munkásságát az clevelandi (Ohio) Szabadság című lap 1895/4. számában Kohányi Tihamér nekrológja méltatta, itt egy arcképét is megjelentették.
Erdélyi Sz. Gusztáv mindössze 43 évet élt, a korai amerikai magyar nyelvű lapok többi szerkesztői is korán elhaltak, a Szabadságnál Kohányi Tihamér 55, Cserna Endre (1882-1929) 47, Kende Géza 52 évet mondhatott magáénak. Fonyó Aladár (1884-1939), több magyar lap szerkesztője is csak 55 évet élt. A New York-i Amerikai Népszava tulajdonosa és szerkesztője, Berkó D. Géza (1871-1927) szinte "matuzsálemi kort" ért meg az ő 56 évével.

## Érdemeiből
Érdemei elvitathatatlanok, ő ismerte fel elsőnek az amerikai magyar egyletek hivatásának gazdasági és erkölcsi fontosságát. Tudta és vallotta, hogy amerikai magyarság csak addig lesz, amíg lesznek amerikai magyar egyesületek, ahol magyar a magyarra talál, ahol magyar a magyarral beszélhet, ahol magyar segíti a magyart.